# 黑森-達姆施塔特的腓特烈 (1788-1867)
黑森-達姆施塔特的腓特烈（德語：Friedrich von Hessen-Darmstadt，1788年5月13日—1867年3月16日），德國貴族，出身於黑森家族。

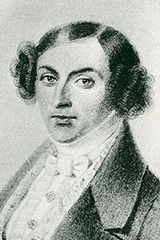

## 生平
腓特烈是黑森大公路德維希一世的第三子，母親是黑森-達姆施塔特的路易絲。拿破崙戰爭期間腓特烈於俄國服役，戰後定居葡萄牙。